# Madriñán
Madriñán (oficialmente Santo Adrao de Madriñán) es una parroquia española del municipio de Lalín, perteneciente a la provincia de Pontevedra, en la comunidad autónoma de Galicia.

## Historia
Hacia mediados del siglo XIX, el lugar, ya por entonces perteneciente a Lalín, tenía contabilizada una población de 120 habitantes. Aparece descrito en el undécimo volumen del Diccionario geográfico-estadístico-histórico de España y sus posesiones de Ultramar de Pascual Madoz con las siguientes palabras:

MADRIÑAN (San Adriano): felig. en la prov. de Pontevedra (9 1/4), part. jud. y ayunt. de Lalin (1 1/2), dióc. de Lugo (11): sit. á la falda occidental del monte Carrio, con buena ventilacion y clima sano. Tiene 24 casas repartidas en las ald. de Anzufao, Grela, Madriñan, Martin, Piñeiro, Porto, Santradaó y Torre de Anzo. La igl. parr. (San Adriano) es aneja de la de Santaigo de Meijome. Confina el térm. N. Anzo; E. la matriz; Santiso al S., y Villar por O. El terreno participa de monte y llano; le cruza de E. á O. un arroyo que va á parar en el r. Deza, que atraviesa por la parte occidental de la felig., por lo cual tambien pasa el camino que conduce á Lalin y á otros puntos. prod.: cereales, legumbres, hortaliza, frutas y pastos; hay ganado vacuno, mular, lanar y cabrío; caza y pesca de diferentes clases. pobl.: 24 vec., 120 alm. contr.: con su ayunt. (V.)
(Madoz, 1848, p. 12)

En 2022, tenía empadronados 120 habitantes.